# 铜钨
铜钨（又称钨铜、CuW或WCu）是一种由铜和钨混合而成的材料。由于铜和钨互不溶解，该材料由一种金属的独立颗粒分散在另一种金属基体中构成，其微观结构更像是一种金屬基複合材料，而不是真正的合金。
该材料结合了两种金属的特性，具有耐高温、耐燒蝕、高熱導率和高导电性，且易于机械加工。
零件通常通过将钨颗粒压制成所需形状、对压制件进行燒結，然后浸渍熔融铜来制备。也可制成复合材料的板材、棒材和条材。
常用的铜钨混合物含铜量为10-50 wt.%，其余主要为钨。其典型性能取决于成分。含铜量较低时，密度、硬度和电阻率更高。10 wt.% Cu的CuW90密度为16.75 g/cm3，50 wt.% Cu的CuW50密度为11.85 g/cm3。CuW90的硬度和电阻率分别为260 HB kgf/mm2和6.5 μΩ·cm，均高于CuW50。
常用铜钨成分的典型性能
| 成分     | 密度   | 硬度        | 电阻率 | 电导率 | 弯曲强度 |
| -------- | ------ | ----------- | ------ | ------ | -------- |
| wt. %    | g/cm3≥ | HB Kgf/mm2≥ | μΩ.cm≤ | %IACS≥ | Mpa≥     |
| W50/Cu50 | 11.85  | 115         | 3.2    | 54     | –        |
| W55/Cu45 | 12.30  | 125         | 3.5    | 49     | –        |
| W60/Cu40 | 12.75  | 140         | 3.7    | 47     | –        |
| W65/Cu35 | 13.30  | 155         | 3.9    | 44     | –        |
| W70/Cu30 | 13.80  | 175         | 4.1    | 42     | 790      |
| W75/Cu25 | 14.50  | 195         | 4.5    | 38     | 885      |
| W80/Cu20 | 15.15  | 220         | 5.0    | 34     | 980      |
| W85/Cu15 | 15.90  | 240         | 5.7    | 30     | 1080     |
| W90/Cu10 | 16.75  | 260         | 6.5    | 27     | 1160     |

## 应用
铜钨复合材料在需要高耐热性、高电导率和高热导率以及低热膨胀的场合中应用。一些应用包括在电阻焊中，作为电触头，以及作为散热片。作为触头材料，该复合材料对电弧侵蚀具有优异的抗蚀性。钨铜合金还用于电火花加工和電化學加工的电极材料。
含75 wt.% W的CuW75复合材料广泛用于芯片载体、基板、法兰和功率半导体器件的支架与框架。铜的高热导率与钨的低热膨胀相结合，可实现与硅、砷化鎵及某些陶瓷的热膨胀匹配。其他可用于此类应用的材料还有铜钼合金、AlSiC和Dymalloy。
含70–90 wt.% W的复合材料用于某些特殊成形裝藥的内衬。对均质钢目标的穿透试验表明，由于密度和破碎时间的增加，其穿透能力较纯铜内衬提高了约1.3倍。基于钨粉的成形装药内衬尤其适用于油井完井。也可用其他延展性金属替代铜作为粘结剂，并可在粉末中添加石墨以作润滑剂。
铜钨还可用作真空环境中的触头材料。当触头为超细晶时，其电导率远高于普通钨铜。钨铜因成本低、抗电弧侵蚀、导电性佳、耐机械磨损及抗触头焊粘性能优异，常用于真空、油和气体系统中的触头材料。但在空气中使用时表面易氧化；铜含量越高，其在空气中的耐腐蚀性越好。钨铜在空气中的应用包括作为弧尖、弧板和弧足。
铜钨材料常用于中高压六氟化硫断路器的电弧触头，在可达20000 K以上的环境中，其抗电弧侵蚀性能可通过调整晶粒尺寸和化学成分得到进一步提升。
电火花（EDM）工艺也采用铜钨材料。尽管通常使用石墨电极，但由于钨的高熔点（3420 °C），铜钨电极的使用寿命比石墨电极更长。这对经过复杂加工的电极尤为重要，因为铜钨电极在耐磨损的同时可提供更高的几何精度。此外，由于材料更不易碎裂和变形，可制造出更细、更长的电极棒和管材。

## 特性
| 钨重量分数％       | 55   | 68   | 70   | 75   | 78   | 80   | 85   | 90   |
| ------------------ | ---- | ---- | ---- | ---- | ---- | ---- | ---- | ---- |
| 抗拉强度 (MPa)     | 434  | 517  | 586  | 620  | 648  | 662  | 517  | 483  |
| 热导率（W/(cm K)） | 2.4  | 2.1  | 2.01 | 1.89 | 1.84 | 1.82 | 1.75 | 1.47 |
| 20°C时的电阻       | 3.16 | 3.33 | 3.41 | 3.51 | 3.71 | 3.9  | 4.71 | 6.1  |
| 100℃时的比热容     |      |      |      |      |      | 195  | 174  | 160  |

复合材料的电学和热学性能随成分比例而变化。随着铜含量的增加，热导率显著提高，这在断路器等应用中起着关键作用；而电阻率则随着钨含量的增加而增大，从55 wt.%钨时的3.16 μΩ·cm增加到90 wt.%钨时的6.1 μΩ·cm。抗拉强度随钨含量提升而上升，在80 wt.%钨（20 wt.%铜）时达到了最高值663 MPa；超过此比例后，抗拉强度开始迅速下降。